# Jérôme Bonaparte-Patterson

Jérôme Bonaparte-Patterson

Jérôme Napoléon Bonaparte-Patterson (* 7. Juli 1805 in London; † 17. Juni 1870 in Baltimore) war der Sohn von Jérôme Bonaparte (1784–1860), Napoleons jüngstem Bruder, und dessen erster Ehefrau, der Amerikanerin Elizabeth Patterson (1785–1879). 

## Leben
Napoleon Bonaparte hatte die Ehe seines Bruders Jérôme Bonaparte mit der Amerikanerin Elizabeth Patterson annullieren lassen und der schwangeren Frau die Einreise nach Frankreich verweigert. Elizabeth ging nach London und brachte dort im heutigen Stadtbezirk Camberwell ihren Sohn Jérôme Napoléon Bonaparte-Patterson zur Welt. Später kehrten Mutter und Sohn in die USA zurück und lebten dort zusammen in Baltimore. Da die Ehe seiner Eltern annulliert worden war, wurde Jérôme Napoléon das Recht entzogen, den Namen Bonaparte zu tragen. Dieses Recht wurde ihm von Napoleon III. wieder gewährt. 
Jérôme Napoléon heiratete 1829 Susan May Williams, die Tochter von Benjamin Williams, dem Mitbegründer der Baltimore and Ohio Railroad, und dessen Ehefrau Sarah Copeland Williams. Jérôme Napoléon und Susan hatten zwei Söhne: Charles Joseph Bonaparte und Jérôme Napoléon Bonaparte-Patterson II.
Von Jérôme Napoléon Bonaparte-Patterson stammte die amerikanische Linie der Familie Bonaparte ab.